# Lepidosaphes corni
Lepidosaphes corni är en insektsart som beskrevs av Takahashi 1957. Lepidosaphes corni ingår i släktet Lepidosaphes och familjen pansarsköldlöss. Inga underarter finns listade i Catalogue of Life.